# A part (film)
A part (eredeti cím: The Beach) 2000-ben bemutatott amerikai film, melyet Danny Boyle rendezett.
A főbb szerepekben Leonardo DiCaprio, Virginie Ledoyen, Guillaume Canet és Tilda Swinton látható. A film forgatókönyvét Alex Garland azonos című, 1996-ban megjelent regénye alapján Garland és John Hodge írta.

## Cselekmény
Richard, egy hátizsákkal a világot járó fiatalember azért utazik el Thaiföldre, hogy valami kalandra, izgalomra bukkanjon. Egy olcsó bangkoki szállodában megismerkedik két francia turistával, Étienne-nel és Françoise-zal, valamint Daffyvel, aki egy titkos szigetről mesél neki. Richard másnap egy cetlit talál az ajtaján, annak a szigetnek a kézzel rajzolt térképét, melyről még előző nap hallott. Daffy keresésére indul, akit a szobájában, holtan talál meg. Richard rábeszéli Françoise-t és Étienne-t, hogy induljanak útnak a szigetre. Ahhoz, hogy úticéljukhoz eljussanak, kilométereket kell úszniuk a nyílt tengeren keresztül. Mikor elérik a partot, egy zárt közösséget találnak, akik titokban telepedtek le a szigeten. A helyiek befogadják őket, így ez a földi paradicsom az ő otthonukká is válik, és nem vágynak vissza az eddig ismert világba.

## Szereplők
| Szerep                  | Színész                | Magyar hang           |
| ----------------------- | ---------------------- | --------------------- |
| Richard                 | Leonardo DiCaprio      | Kaszás Gergő          |
| Sal                     | Tilda Swinton          | Kiss Eszter           |
| Françoise               | Virginie Ledoyen       | Horváth Lili          |
| Étienne                 | Guillaume Canet        | Bede-Fazekas Szabolcs |
| Keaty                   | Paterson Joseph        | Dévai Balázs          |
| Bogár (Bugs)            | Lars Arentz-Hansen     | Juhász György         |
| Daffy                   | Robert Carlyle         | Kálloy Molnár Péter   |
| Zeph                    | Peter Youngblood Hills | Welker Gábor          |
| Sammy                   | Jerry Swindall         | Takátsy Péter         |
| Sonja                   | Zelda Tinska           | (n. a.)               |
| Szutykosix (Unhygienix) | Daniel Caltagirone     | Katona Zoltán         |

## Forgatás
A film nagy részét a dél-thaiföldi Phiphi-szigeteken, pontosabban az itt található Phi Phi Lee-n forgatták.